# Ruy Mesquita
Ruy Mesquita ComMM (São Paulo, 16 de abril de 1925 — São Paulo, 21 de maio de 2013) foi um jornalista brasileiro, diretor do jornal O Estado de S. Paulo.
Filho do jornalista Júlio de Mesquita Filho, Ruy Mesquita cursou a Faculdade de Direito da Universidade de São Paulo, mas acabou trocando os estudos jurídicos pela Faculdade de Filosofia, Letras e Ciências Humanas da Universidade de São Paulo.
Passou a trabalhar no jornal O Estado de S. Paulo em 1948 e tornou-se editor da seção internacional. Ao cabo da Revolução Cubana, foi o único jornalista brasileiro a entrevistar Fidel Castro, sendo homenageado pelo presidente daquele país no ano seguinte.
Em 1964, junto com seu pai e seus irmãos, deu amplo suporte ao movimento militar que culminou no Golpe de 64, que derrubou a República de 46 e instaurou a ditadura militar no Brasil que durou até 1985.
Em 1966, assumiu a direção do recém-criado Jornal da Tarde, diário que revolucionou a linguagem do jornalismo brasileiro.
Após a morte de seu irmão Júlio de Mesquita Neto, em 1996, assumiu a direção do Estadão.
Em 2004, foi admitido pelo presidente Luiz Inácio Lula da Silva à Ordem do Mérito Militar no grau de Cavaleiro especial. No ano seguinte, foi promovido pelo presidente ao grau de Comendador.
Morreu em 21 de maio de 2013, em decorrência de um câncer na base da língua. Casado com Laura Maria Sampaio Lara Mesquita, teve os filhos Ruy, Fernão, Rodrigo e João, doze netos e um bisneto. Com velório em sua residência no Pacaembu, e com sepultamento no Cemitério da Consolação, ambos na capital paulista.